# Dichorda
Dichorda is een geslacht van vlinders uit de familie spanners (Geometridae).
De typesoort van het geslacht is Geometra iridaria Guenée, 1857

## Soorten
- D. consequaria Edwards, 1884
- D. illustraria (Hulst, 1886)
- D. iridaria Guenée, 1857
- D. iris Butler, 1881
- D. obliquata Warren, 1904
- D. porphyropis Prout, 1925
- D. rectaria Grote, 1877
- D. rhodocephala Prout, 1916
- D. uniformis Warren, 1909